# گلان-مونشوایلر
گلان-مونشوایلر (به آلمانی: Glan-Münchweiler) یک شهر در آلمان است که در Glan-Münchweiler واقع شده است. گلان-مونشوایلر ۱٬۲۴۲ نفر جمعیت دارد.